# Arthur (rzeka w Australii Zachodniej)
Arthur – rzeka w Australii, w stanie Australia Zachodnia. Ma około 140 km długości. Wypływa na terenie rezerwatu przyrody Arthur River Nature Reserve, około 30 km na północ od miasta Wagin. Płynie w kierunku południowo-zachodnim. Łączy się z rzeką Balgarup, tworząc rzekę Blackwood. Została nazwana przez gubernatora Jamesa Stirlinga w 1835 roku na cześć Arthura Trimmera, członka wyprawy badawczej dowodzonej przez gubernatora. Rzeka wylewała w latach 1895, 1934 i 1939.